# Jeremy Enigk
Jeremy Enigk (ur. 16 lipca 1974) – amerykański muzyk rockowy, lider zespołu The Fire Theft. Swoją karierę zaczynał w Sunny Day Real Estate, gdzie śpiewał oraz był gitarzystą, tam też odniósł swe największe sukcesy. Po zawieszeniu działalności zespołu z marcu 1995 r. Enigk grupy wydał własny, solowy album, pt. Return of The Frog Queen (1996). Po definitywnym rozpadzie Sunny Day Real Estate zniknął na dwa lata z muzycznej sceny, aby później powrócić jako lider zespołu The Fire Theft, składającego się jeszcze z Nate Mendela i Williama Goldsmitha, byłych członków Sunny Day Real Estate. Jest autorem ścieżki dźwiękowej do filmu The United States of Leland.